# 東京創元社
株式会社東京創元社（とうきょうそうげんしゃ）は、日本の出版社。

## 概要
1925年に矢部良策が大阪に創元社を設立し、東京支社も併設した。1948年に創元社（同名別会社）として独立。1954年に改組し、東京創元社を創立。現在の社名は、当時の屋号、創元社東京支社にちなむ。
吉田満『戦艦大和ノ最期』(1952年)、谷川俊太郎『二十億光年の孤独』(1952年)、田村隆一『四千の日と夜』(1956年)などを刊行したことでも知られる。
現在では翻訳推理小説、翻訳SFの老舗出版社として知られ、多くの叢書を送り出している。特に創元推理文庫はミステリ専門の文庫としては日本の草分け的存在であり（1980年代までは海外作品専門）、古典的名作から最新話題作まで多数の作品を紹介しつづけている。当初は背にマークが付けられてジャンルを示しており、この文庫の特徴とされていたが1991年になくなり、同時に、ジャンルのひとつであったSF部門は創元SF文庫と改称された。
1984年10月には文庫では初めての国内ミステリとして「日本探偵小説全集」第1回配本『江戸川乱歩集』を刊行。単行本では1988年5月に初の書き下ろしミステリ『五つの棺』（折原一）を刊行した。以降、国内推理小説の新人作家・旧作の発掘ともに力を入れている。1990年から鮎川哲也賞、1994年から創元推理短編賞（現在のミステリーズ！新人賞）を主催し、芦辺拓、加納朋子、近藤史恵、愛川晶、北森鴻、大倉崇裕、加藤実秋、梓崎優、美輪和音らを輩出。
また2007年より国内SFの旧作の刊行を始め、2009年からは新たな日本SFの書き手を発掘する創元SF短編賞を主催し、松崎有理、高山羽根子、宮内悠介、酉島伝法らを輩出している。
創立当初カラーテーマミステリ、SF、ファンタジー、ホラーを主力としていたが、2022年から一般文芸の取り扱いも開始した。
小説以外には漫画や画集を出版している。
ノンフィクションも取り扱っており、ミステリやSFのガイドブック、囲碁のレーベル「碁楽選書」がある。
文庫本は、天（本の上部）のみ化粧裁ちせずに残す天アンカット方式を採用している。

### 創立60周年
1954年に東京創元社が創立してから2014年で60周年を迎えた。それに先がけて、60周年記念キャラクターが2013年10月に誕生した。キャラクターデザインはイラストレーターの加藤木麻莉。キャラクター設定は、黒毛に青い目の雄の子猫で、猫であるがウサギのふりをしている。2013年10月4日から11月4日を募集期間としてキャラクター名が公募され、11月15日に「くらり」に決まった。これは東京創元社の「創」の字を「倉＋刂」と分解して読んだもの。当初60周年記念のみのキャラクターの予定だったが、好評を得て翌2015年、東京創元社公式キャラクターとなった。
4月、創立60周年記念として、創元ファンタジイ新人賞の募集を開始。

## 沿革
- 1948年 - 創元社から同じ名前の創元社で独立（のれん分け）
- 1954年 - 株式会社東京創元社発足、社長は小林茂（1902年 - 1988年）
- 1956年 - 「世界推理小説全集」全80巻刊行開始、「世界大ロマン全集」65巻刊行開始
- 1957年 - 「現代推理小説全集」全15巻刊行開始（ - 1958年）
- 1958年 - 「クライム・クラブ」全29巻刊行開始、「世界恐怖小説全集」全12巻刊行開始
- 1959年 - 「創元推理文庫」創刊　第1回「バルザック全集」全20巻刊行開始、「アルセーヌ・リュパン全集」全12巻刊行開始
- 1960年 - 「世界名作推理小説大系」全29巻刊行開始
- 1961年 - 株式会社東京創元社倒産
- 1962年 - 株式会社東京創元新社として再興。債権者の浅野剛（金羊社）が社長となる
- 1963年 - 「創元推理文庫」にSF部門を創設（現在の「創元SF文庫」）、「ポオ全集」全3巻刊行開始。浅野が死去、里吉力雄が社長となる
- 1966年 - 秋山孝雄（1913年 - 2000年）が社長となる。
- 1968年 - 「名作歌舞伎全集」全25巻刊行開始
- 1970年 - 株式会社東京創元社に名を戻す（負債の整理が完了したため）
- 1974年 - 「ヴィリエ・ド・リラダン全集」全5巻刊行開始
- 1980年 - 「ジャン・コクトー全集」全8巻刊行開始 （このころ平松一郎社長）
- 1984年 - 「日本探偵小説全集」の刊行開始。全12巻（- 1996年）。編集委員に北村薫。
- 1988年 - 「鮎川哲也と十三の謎」全12巻刊行開始（- 1989年、第13巻は未刊行）
- 1990年 - 「創元ミステリ'90」全10巻刊行、鮎川哲也賞開始[16]
- 1991年 - 「黄金の13」全13巻刊行開始（- 1995年）、「創元クライム・クラブ」刊行開始、「創元推理文庫」SF部門を「創元SF文庫」に改称
- 1992年 - 『創元推理』創刊（- 2003年、『創元推理21』を含め全25冊）
- 1994年 - 創元推理短編賞（- 2003年、全10回[17]）および創元推理評論賞開始（- 2003年、全10回[18]）
- 1995年 - 「創元ライブラリ」刊行開始
- 1996年 - 「クイーンの13」刊行開始
- 1997年 - 橋本治夫が社長となる
- 1999年 - 戸川安宣が社長となる
- 2001年 - 長谷川晋一が社長となる
- 2003年 - 『ミステリーズ！』創刊（- 2021年、全105号）、「ミステリ・フロンティア」刊行開始
- 2004年 - 「創元ブックランド」刊行開始、創元推理短編賞を改称しミステリーズ！新人賞（- 2022年、全19回）開始[19]
- 2008年 - 「アンドルー・ラング世界童話集」全12巻刊行開始、「年刊日本SF傑作選」刊行開始（- 2019年、全12巻）
- 2010年 - 創元SF短編賞開始、「東京創元社文庫解説総目録」刊行
- 2011年 - 「創元日本SF叢書」刊行開始
- 2014年 - 「創元海外SF叢書」刊行開始、創元ファンタジイ新人賞開始（- 2020年、全5回[20]）
- 2019年 - 渋谷健太郎が社長となる。
- 2021年 - 『紙魚の手帖』創刊[21]
- 2022年 - 「創元文芸文庫」刊行開始[10]
  - 創刊第一弾は凪良ゆう『流浪の月』。
- 2023年 - ミステリーズ！新人賞を改称し創元ミステリ短編賞開始。創元ホラー長編賞開始。東京創元社×カクヨム 学園ミステリ大賞を実施。

## 不祥事
翻訳文無断公開、モラハラ
2024年3月18日、「〈ワニ町〉シリーズ著者公認ガイドブック」について、翻訳者に無許諾で4章分を無断公開したとして、翻訳者の島村浩子氏に謝罪した。翻訳者によれば、編集者からのモラハラが原因だとされる。

## 出版物
発行中の文芸誌
- 紙魚の手帖（2021年 - ）
- 創元推理コーナー（文庫の付録として不定期に刊行）

刊行中の文庫
- 創元推理文庫（1959年 - ）
  - 日本探偵小説全集

- 創元SF文庫（1963年 - ）
  - 年刊日本SF傑作選（2008年 - 2019年）

- 創元ライブラリ（1995年 - ）
- 創元文芸文庫（2022年 - ）

刊行中の叢書
- Key library（1980年 - ）
- 創元クライム・クラブ（1991年 - ）
- 海外文学セレクション（1994年 - ）
- ミステリ・フロンティア（2003年 - ）
- 創元ブックランド（2004年 - 、海外ヤングアダルト）
- 創元日本SF叢書（2011年 - ）
- 創元海外SF叢書（2014年 - ）

発行していた文芸誌・ムック
- 鮎川哲也と十三の謎（アンソロジー）（1990年 - 1991年）
- 創元推理（1992年 - 2000年）
- 創元推理21（2001年 - 2003年）
- ミステリーズ！（2003年 - 2021年）
- 本格ミステリ・ベスト10（1998年 - 2000年3月。2000年12月刊行分より版元が原書房に移動）
- 本格ミステリこれがベストだ！（2001年 - 2004年）

刊行していた文庫
- イエローブックス
- スーパーアドベンチャーゲーム
- 創元ノヴェルズ
- 創元コンテンポラリ

刊行した叢書
- クライム・クラブ（1958年 - 1959年、全29巻）
- イラストレイテッドSF!（1980年 - 1982年、全8巻）
- 鮎川哲也と十三の謎（1988年 - 1989年、全12巻）
- 創元ミステリ'90（1990年 - 1991年、全10巻）
- 黄金の13（1991年 - 1995年、全13巻）

## 新人発掘
主催する新人文学賞
- 鮎川哲也賞（1990年 - 、長編推理小説）
- 創元ミステリ短編賞（2023年 - 、短編推理小説）
- 創元SF短編賞（2010年 - 、SF短編）
- 創元ホラー長編賞（2023年 - 、ホラー長編）

主催していた新人文学賞
- 創元ゲームブック・コンテスト（1986年ごろ、ゲームブック）
- 創元推理短編賞（1994年 - 2003年、短編推理小説、全10回）
- ミステリーズ！新人賞（2004年 - 2022年、短編推理小説、全19回）
- 創元推理評論賞（1994年 - 2003年、推理小説に関する評論、全10回）
- 創元ファンタジイ新人賞（2015年 - 2020年、長編ファンタジイ、全5回）
- 東京創元社×カクヨム 学園ミステリ大賞（2023年、学園ミステリ、全1回）

## 主な編集者
- 谷口正元 - 元編集長。翻訳家としての筆名は曽根元吉
- 厚木淳 - 翻訳家、創元推理文庫編集長。元・取締役編集部長
- 戸川安宣 - 元・編集長・社長・会長。退任後、特別編集顧問、相談役、顧問。ミステリ専門書店「TRICK＋TRAP」店主。1990年代の「新本格ミステリ」ブームの功労者として、本格ミステリ大賞特別賞を宇山日出臣とともに受賞
- 新藤克己 - SF、ゲームブック担当
- 長谷川晋一 - ホラー、幻想文学担当。前社長。かつては「長谷川並一」名義で漫画執筆、著作活動も
- 井垣真理 - 海外文学、ミステリ他担当
- 小浜徹也 - SF担当
- 石亀航 - SF担当
- 松浦正人 - ミステリ担当。のち退社して書評家に
- 牧原勝志（ペンネーム・植草昌実） - ミステリ、ホラー担当。のち退社して雑誌『ナイトランド』『幻想と怪奇』編集
- 小林甘奈 - ファンタジー、YA担当
- 佐々木日向子 - 海外文学、ミステリ他担当
- 隆慶一郎 - 創元社時代の編集者
- 宮崎嶺雄 - 創元社時代の編集長
- 天野祐吉 - 宣伝部社員として所属
- 知念榮喜 - 創元社時代の編集者。田村隆一等を担当。詩人。H氏賞受賞